# Sasalak Haiprakhon
Sasalak Haiprakhon (thailändisch ศศลักษณ์ ไหประโคน, * 8. Januar 1996 in Buriram), auch als P bekannt, ist ein thailändischer Fußballspieler.

## Karriere

### Verein
Sasalak Haiprakhon erlernte das Fußballspielen in der Schulmannschaft der Surasakmontree School in Bangkok. Seinen ersten Vertrag unterschrieb er 2014 bei Bangkok United. Der Verein aus Bangkok spielte in der ersten Liga des Landes, der Thai Premier League. Hier absolvierte er 13 Spiele. 2017 wurde er an den ebenfalls in der ersten Liga spielenden Buriram United ausgeliehen. Mit Buriram feierte er 2017 die thailändische Meisterschaft. Nach neun Spielen wurde er von dem Verein aus Buriram 2018 fest unter Vertrag genommen. 2018 wurde er erneut Meister. 2019 und 2021 wurde er mit Buriram Vizemeister. Den Thailand Champions Cup gewann er mit dem Verein 2019. Das Spiel gegen Chiangrai United wurde mit 3:1 gewonnen. Im Mai 2021 wechselte er auf Leihbasis nach Südkorea, wo er sich dem Erstligisten Jeonbuk Hyundai Motors aus Jeonju anschloss. Am Ende der Saison feierte er mit dem Verein die südkoreanische Meisterschaft. Für Jeonbuk absolvierte er zwei Spiele in der ersten Liga. Nach der Ausleihe kehrte er Ende Dezember 2021 nach Buriram zurück. Am Ende der Saison 2021/22 feierte er mit Buriram seine dritte Meisterschaft. Am 22. Mai 2022 stand er mit Buriram im Finale des FA Cup. Hier besiegte man den Erstligisten Nakhon Ratchasima FC nach Verlängerung mit 1:0. Eine Woche später stand er mit dem Verein im Finale des Thai League Cup, wo man den Erstligisten PT Prachuap FC mit 4:0 besiegte. Am 20. Mai 2023 stand er mit Buriram im Endspiel des Thai League Cup. Das Finale wurde mit 2:0 gegen den Erstligisten BG Pathum United FC gewonnen. Im gleichen Monat, am 28. Mai, gewann er mit Buriram den thailändischen Pokal. Im Finale bezwang man den Erstligisten Bangkok United mit 2:0. Am Ende der Saison 2024/25 feierte er mit Buriram seinen sechsten Meistertitel. Im Mai 2025 gewann er mit Buriram die ASEAN Club Championship. Hier konnte man sich gegen den vietnamesischen Vertreter Công An Hà Nội FC in zwei Endspielen durchsetzen. Am 24. Mai 2025 stand er mit Buriram im Finale des FA Cups, das man mit 3:2 gegen den Erstligisten Muangthong United gewann. Eine Woche später stand er mit dem Verein im Finale des Thai League Cup. Hier schlug man im BG Stadium den Erstligisten Lamphun Warriors FC mit 2:0.

### Nationalmannschaft
2016 spielte Sasalak Haiprakhon zweimal in der thailändischen U-21-Nationalmannschaft. 12 Mal trug er 2017 das Trikot der U-23-Nationalmannschaft. Seit 2018 spielt er in der thailändischen A-Nationalmannschaft. Sein Debüt gab er am 2. Juni 2018 in einem Freundschaftsspiel gegen China. Im Oktober 2024 nahm er mit der Mannschaft am King’s Cup 2024 teil. Im Endspiel am 14. Oktober 2024 im Tinsulanon Stadium in Songkhla besiegte man das Team aus Syrien mit 2:1.

## Erfolge

### Verein
Buriram United
- Thailändischer Meister: 2017, 2018, 2021/22, 2022/23, 2023/24, 2024/25

- Thailändischer Vizemeister: 2019, 2020/21

- Thailändischer Supercup-Sieger: 2019

- Thailändischer Ligapokalsieger: 2021/22, 2022/23, 2024/25
- Thailändischer Ligapokalfinalist: 2019, 2022/23

- Thailändischer Pokalsieger: 2021/22, 2022/23, 2024/25

- ASEAN Club Championship-Sieger: 2024/25

Jeonbuk Hyundai Motors
- Südkoreanischer Meister: 2021

### Nationalmannschaft
Thailand
- Südostasienmeisterschaft: 2022
- King’s Cup: 2024

Thailand U23
- Sea Games: 2017
- Dubai Cup: 2017